# Arakonak, Solhan
Arakonak là một thị trấn thuộc huyện Solhan, tỉnh Bingöl, Thổ Nhĩ Kỳ. Dân số thời điểm năm 2010 là 2.568 người.